# Їлмаз Ґюней
Їлмаз Ґюней (курд. Yilmaz Guney, тур. Yılmaz Güney; нар. 1 квітня 1937, Єнідже, Чанаккале, Туреччина — пом. 9 вересня 1984, Париж, Франція) — курдський кінорежисер, сценарист, актор і письменник. Лауреат Золотої пальмової гілки 35-го Каннського міжнародного кінофестивалю за фільм «Дорога» .

## Біографія
Їлмаз Ґюней народився в курдській сім'ї збирачів бавовни. Навчався праву й економіці в Анкарі і Стамбулі. У кінематографі починав як актор, грав у фільмах молодих турецьких режисерів. Гюней став одним з найпопулярніших акторів Туреччини, знімаючись у багатьох фільмах. У 1967 році (а потім ще раз у 1970-му) йому було вручено приз «Золотий апельсин» кінофестивалю в Анталії.
Потім Ґюней почав писати сценарії і працював асистентом режисера Атіфа Їлмаза. У 1965 році Ґюней поставив свій перший самостійний фільм, а в 1968-му заснував власну кінокомпанію «Güney Filmcilik». Фільми Ґюнея в основному були соціальної тематики, зокрема життя робітничого класу.
У 1961 році Їлмаза Ґюнея  було засуджено за публікацію прокомуністичного роману і він провів у в'язниці півтора року. У 1972-му Ґюней вдруге був заарештований за надання притулку анархістам. Фільм «Тривога» (тур. Endişe) був завершений у 1974 році його асистентом Шеріфом Ґьореном, стрічка «Жалюгідні створення» (тур. Zavallılar) була закінчена у 1975-му. У 1974 році Ґюнея було випущено на свободу у рамках амністії, але незабаром знову було засуджено за звинуваченням у вбивстві прокурора. За весь час, проведений у в'язниці, Гюней написав кілька сценаріїв, поставлених іншими режисерами.
Після військового перевороту 1980 року в Туреччині Ґюней відчув небезпеку фізичної розправи. Незабаром, у 1981-му, йому вдалося втекти з в'язниці і отримати політичний притулок у Франції. Там він закінчив почату Шеріфом Ґьореном стрічку «Дорога», яка була визнана найкращим фільмом 35-го Каннського кінофестивалю (разом зі стрічкою «Зниклий безвісти» Коста-Гавраса) і удостоєна «Золотої пальмової гілки».
«Стіна» (1983) стала останнім фільмом Ґюнея. 9 вересня 1984 року на 48-му році життя він помер від раку шлунка в Парижі. Похований на кладовищі Пер-Лашез.

## Визнання
| Нагороди та номінації Їлмаза Ґюнея    | Нагороди та номінації Їлмаза Ґюнея         | Нагороди та номінації Їлмаза Ґюнея | Нагороди та номінації Їлмаза Ґюнея |
| Рік                                   | Категорія                                  | Фільм                              | Результат                          |
| ------------------------------------- | ------------------------------------------ | ---------------------------------- | ---------------------------------- |
| Кінофестиваль в Анталії               |                                            |                                    |                                    |
| 1967                                  | Золотий апельсин найкращому акторові       | Закон кордону                      | Перемога                           |
| 1970                                  | Золотий апельсин за найкращий фільм        | Урод                               | Перемога                           |
| 1970                                  | Золотий апельсин найкращому акторові       | Урод                               | Перемога                           |
| 1975                                  | Золотий апельсин за найкращий фільм        | Друг                               | 2-е місце                          |
| 1975                                  | Золотий апельсин за найкращий фільм        | Жалюгідні створення                | 3-є місце                          |
| 1975                                  | Золотий апельсин за найкращий сценарій     | Якось неодмінно                    | Номінація                          |
| Берлінський міжнародний кінофестиваль |                                            |                                    |                                    |
| 1977                                  | Приз ФІПРЕССІ                              | Їлмаз Ґюней                        | Перемога                           |
| 1980                                  | Похвальний відгук                          | Ворог                              | Перемога                           |
| 1981                                  | Приз ФІПРЕССІ                              | Їлмаз Ґюней                        | Перемога                           |
| Міжнародний кінофестиваль у Локарно   |                                            |                                    |                                    |
| 1979                                  | Спеціальна згадка                          | Стадо                              | Перемога                           |
| Каннський міжнародний кінофестиваль   |                                            |                                    |                                    |
| 1982                                  | Золота пальмова гілка                      | Дорога                             | Номінація                          |
| 1982                                  | Приз ФІПРЕССІ                              | Дорога                             | Перемога                           |
| 1982                                  | Приз екуменічного журі — Спеціальна згадка | Дорога                             | Перемога                           |
| 1983                                  | Золота пальмова гілка                      | Стіна                              | Номінація                          |
| Премія «Сезар»                        |                                            |                                    |                                    |
| 1983                                  | Найкращий фільм іноземною мовою            | Дорога                             | Номінація                          |
| Синдикат французьких кінокритиків     |                                            |                                    |                                    |
| 1983                                  | Приз за найкращий іноземний фільм          | Дорога                             | Перемога                           |